# Kéné Ndoye
Kéné Ndoye (ur. 20 listopada 1978, zm. 13 lutego 2023) – senegalska lekkoatletka, specjalizująca się w trójskoku oraz skoku w dal.

## Osiągnięcia
- 12 medali mistrzostw Afryki w różnych konkurencjach
- 3 medale igrzysk afrykańskich (trójskok, Johannesburg 1999 - brąz, Abudża 2003 - złoto i Maputo 2011 - srebro)
- brąz halowych mistrzostw świata (trójskok Birmingham 2003)
- 6. miejsce podczas mistrzostw świata (trójskok Helsinki 2005)

Ndoye dwukrotnie reprezentowała swój kraj na igrzyskach olimpijskich, w Sydney odpadła w eliminacjach trójskoku, zaś w Atenach zajęła 14. miejsce w finale trójskoku, odpadając w eliminacjach skoku w dal.

## Rekordy życiowe
- skok w dal - 6.64 (2004) rekord Senegalu
- skok w dal (hala) - 6.41 (2003) rekord Senegalu
- trójskok - 15.00 (2004) rekord Senegalu
- trójskok (hala) - 14.72 (2003) rekord Senegalu